# The Ape
The Ape is een Amerikaanse horrorfilm uit 1940. De film is geregisseerd door William Nigh in opdracht van Monogram Pictures, en heeft Boris Karloff in de hoofdrol. De film bevindt zich tegenwoordig in het publiek domein.

## Verhaal
De film draait om Dr. Bernard Adrian, een gestoorde wetenschapper die onderzoek doet naar een formule om polio te genezen. Hiervoor heeft  hij echter hersenvocht nodig.
Op een dag ontsnapt een aap  uit een circus en richt een ravage aan in de stad. De aap dringt het laboratorium van Dr. Adrian binnen. Deze slaagt erin het beest dood te schieten, maar niet voordat de aap zijn volledige voorraad hersenvocht heeft vernield. 
Wanhopig om nieuw hersenvocht te bemachtigen, komt Dr. Adrian met een plan. Hij ontdoet de dode aap van zijn huid, en maakt hier een kostuum van. Vermomd als de aap gaat hij ’s nachts op pad om mensen die volgens hem geen waarde hebben voor de gemeenschap te vermoorden voor hun hersenvocht. Zoals verwacht krijgt de ontsnapte aap de schuld. 
Dat dit plan niet helemaal waterdicht is blijkt aan het eind van de film, wanneer zijn laatste slachtoffer zichzelf verdedigd met een mes en Dr. Adrian hierbij dodelijk verwond. De waarheid over “de aap” komt aan het licht.

## Rolverdeling
| Acteur           | Personage                                           |
| ---------------- | --------------------------------------------------- |
| Boris Karloff    | Dr. Bernard Adrian                                  |
| Maris Wrixon     | Miss Frances Clifford                               |
| Gene O'Donnell   | Danny Foster                                        |
| Dorothy Vaughan  | Mother Clifford                                     |
| Gertrude Hoffman | Jane, Adrians huishoudster (as Gertrude W. Hoffman) |
| Henry Hall       | Sheriff Jeff Halliday                               |
| Selmer Jackson   | Dr. McNulty                                         |